# Congettura di Schanuel
In matematica, la congettura di Schanuel afferma quanto segue:
Dato un insieme di {\displaystyle n} numeri complessi {\displaystyle (z_{1},...,z_{n})} linearmente indipendenti sull'insieme dei razionali {\displaystyle \mathbb {Q} } allora la sua estensione di campi {\displaystyle Q(z_{1},...,z_{n},e^{z_{1}},...,e^{z_{n}})} ha grado di trascendenza almeno {\displaystyle n} su {\displaystyle \mathbb {Q} }.
La congettura è stata formulata da Stephen Schanuel nei primi anni sessanta ma ad oggi non solo non ne esiste una dimostrazione, ma pare che questa sia fuori portata.
La congettura, se dimostrata, implicherebbe il Teorema di Lindemann-Weierstrass e quello di Gel'fond-Schneider, oltre ad altri risultati sulle proprietà trascendenti della funzione esponenziale, tra cui anche la non ancora dimostrata indipendenza algebrica di {\displaystyle \pi } ed {\displaystyle e}.
L'enunciato inverso della Congettura di Schanuel è il seguente:
Siano {\displaystyle F} un campo numerabile a caratteristica nulla ed {\displaystyle e:F\rightarrow F} un omomorfismo dal gruppo additivo {\displaystyle (F,+)} al gruppo moltiplicativo {\displaystyle (F,\cdot )} il cui nucleo è ciclico.
Si supponga inoltre che per ogni insieme di {\displaystyle n} elementi {\displaystyle (x_{1},...,x_{n})} di {\displaystyle F} linearmente indipendenti su {\displaystyle \mathbb {Q} }, l'estensione di campi {\displaystyle Q(x_{1},...,x_{n},e(x_{1}),...,e(x_{n}))} abbia grado di trascendenza almeno {\displaystyle n} su {\displaystyle \mathbb {Q} }. Allora, sotto tali condizioni, esiste un omomorfismo di campo {\displaystyle h:F\rightarrow C} tale per cui {\displaystyle h(e(x))=e^{h(x)}} per ogni {\displaystyle x} di {\displaystyle F}.